# Coroa de Aragão

A Coroa de Aragão (em aragonês: Corona d'Aragón; em catalão: Corona d'Aragó), também conhecida por outros nomes alternativos, abrangia o conjunto dos territórios que estavam sob a jurisdição do Rei de Aragão a partir de 1164 a 1707. Depois de intensas negociações em Barbastro, o Rei de Aragão entregou a sua filha Petronila, com cerca de um ano de idade ao Conde de Barcelona, com um contrato indicando o seguinte:
"Eu, Ramiro, Rei de Aragão, dou-te a ti, Raimundo Berengário, Conde de Barcelona e Marquês, a minha filha para tua mulher, juntamente com todo o Reino de Aragão, integralmente (...)".
Depois de alguns ditos e desditos, a 13 de novembro de 1137, Ramiro pede que tratem Raimundo como se fosse ele mesmo (tamquam regi), retirando-se para uma vida monástica até à sua morte. No entanto nunca deixará de usar o título real, enquanto o seu genro, Conde de Barcelona sempre se intitulará Príncipe de Aragão. Petronila tomou o título de "Rainha de Aragão", embora não governasse.
De acordo com alguns historiadores aragoneses, mas sem consenso e fortemente contestado, o casamento foi feito na forma de 'casamento em casa' (isso significa que, na ausência de herdeiro do sexo masculino, o marido tem a função de governo, mas não o chefe da casa, que só é concedido ao herdeiro), em 1164, Alfonso II de Aragão e I de Barcelona herdaria o conjunto do património.
Mais tarde, pelo casamento ou conquista de novos territórios, expande-se a Coroa de Aragão para incluir outros domínios: principalmente os Reinos de Maiorca (1232), Valência (1232), Sicília (1283), Córsega (1297), Sardenha (1297) e Nápoles (ocupado definitivamente em 1442) e os ducados de Atenas (1331-1388) e Neopatria (entre 1319 e 1390).
Primeiro com a morte sem descendência de Martim I de Aragão, em 1410, e depois com o casamento dos Reis Católicos, em 1469, começa o processo de convergência com a Coroa de Castela, formando a base do que mais tarde se tornaria a Coroa de Espanha, embora os vários reinos mantivessem os seus sistemas legais e características próprias de autogoverno, e por isso também ela considerada uma confederação. A Guerra da Sucessão Espanhola e a resistência da Catalunha à ocupação pelas tropas reais borbónicas, culminando com o cerco de Barcelona na batalha de 11 de setembro de 1714, levou a que fossem proclamados os Decretos do Novo Plano (1716) por Filipe V de Espanha, que eliminam esses privilégios e liberdades como resposta ao apoio da região ao pretendente austríaco ao trono.
Alguns historiadores modernos muitas vezes referem-se ao monarca pelo seu apelido, e não os seus números, porque alguns deles tinham um número diferente para a área a que se refere. Por exemplo, "Pedro, o católico" em vez de "Pedro II de Aragão".

## Nomes alternativos
O nome de "Coroa de Aragão" aplica-se na historiografia atual a partir da união dinástica entre o Reino de Aragão com o Condado de Barcelona, apesar de não ter sido utilizada historicamente até o reinado de Jaime II, o Justo, no final século XIII, e entre os séculos XII e XIV a expressão mais difundida para se referir aos domínios do Rei de Aragão foi o "Casal d'Arago".
Entre os séculos XII e XIV, todas as possessões do Rei foram apontadas por vários nomes como "Corona regni Aragonum" (Coroa de Aragão), "Regum Corona Aragoniae" (coroa de reis de Aragão), "Corona Aragonum " (Coroa de Aragão) ou "Corona Regia" e o historiador Lalinde Abadía observa que existem muitas mais razões para falar de "Coroa de Aragão" para fazê-lo a "Coroa do Reino de Aragão" ou outros nomes cujo elemento comum é ser todas as terras e os povos que estavam sujeitos à jurisdição do Rei de Aragão. Outros nomes do final do século XIII são "Coroa Real", "Patrimônio Real" e, excepcionalmente, e no contexto do privilégio de anexar ao Mallorca Coroa de Aragão, em 1286, aparece a frase "Regno, domínio Aragonum et Catalonie coroa", o que Ferran Soldevila traduzido Corona d'Arago i Catalunya ("Coroa de Aragão e Catalunha"), embora apenas cinco anos mais tarde, em 1291, a renovação desses privilégios, fala-se de "Reinos de Aragão, Valência e Condado de Barcelona". A partir do século XIV, foi simplificada para "Coroa de Aragão", "Reinos de Aragão" ou simplesmente "Aragão".
Por outro lado, há uma parte da historiografia que considera a estrutura espacial da Coroa de Aragão equivalente na atualidade a uma confederação. No entanto, este conceito é atual e não se aplica a conceitos políticos como aplicado a estruturas políticas da Idade Média. Verifica-se que "o uso do termo “confederação” para designar a realidade histórica da Coroa Catalano-Aragonesa é extremamente corrente  na  historiografia  especializada  e  particularmente  útil  quando  se  defronta  com  as especificidades desse universo político". Também existe debate quanto à referência da Coroa de Catalunha-Aragão, uma vez que existem vários princípios teóricos sobre esta designação, principalmente a que foi estabelecida no século XIX na obra monográfica de Antonio de Bofarull i Broca, A Confederação da Catalunha e Aragão (Barcelona, Luis Tasso, 1872). Vale ressaltar que essa designação é, no entanto, usada basicamente na própria Catalunha.  Finalmente, deve-se notar que até mesmo o próprio termo Reino de Aragão, apesar de sua fortaleza é amplamente utilizado na historiografia atual em castelhano, livre de controvérsia entre os especialistas.

## A formação da Coroa de Aragão

Brasão de Armas dos Monarcas Aragoneses, inspirado no Brasão do Conde de Barcelona

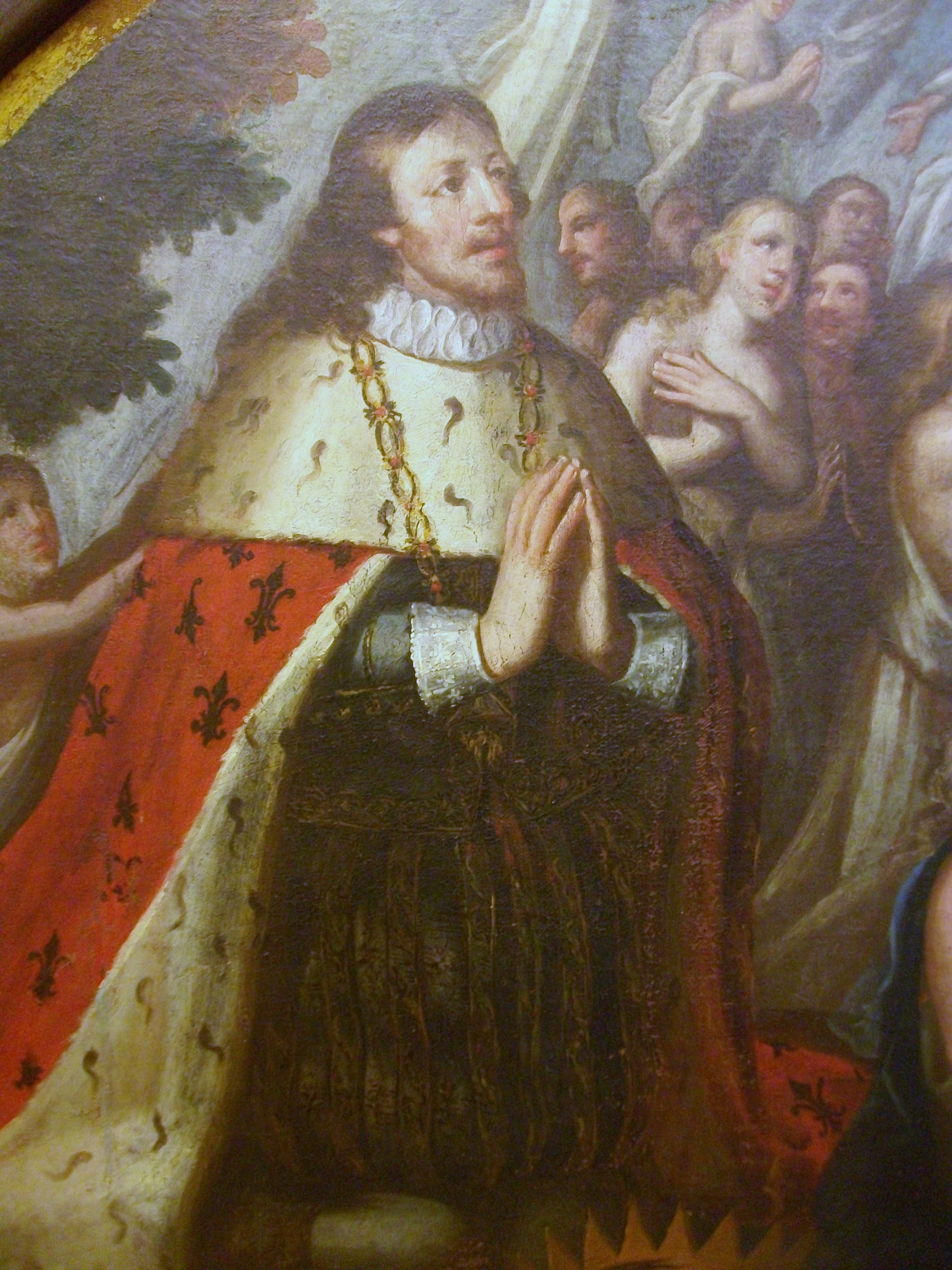
Rei Martim I de Aragão

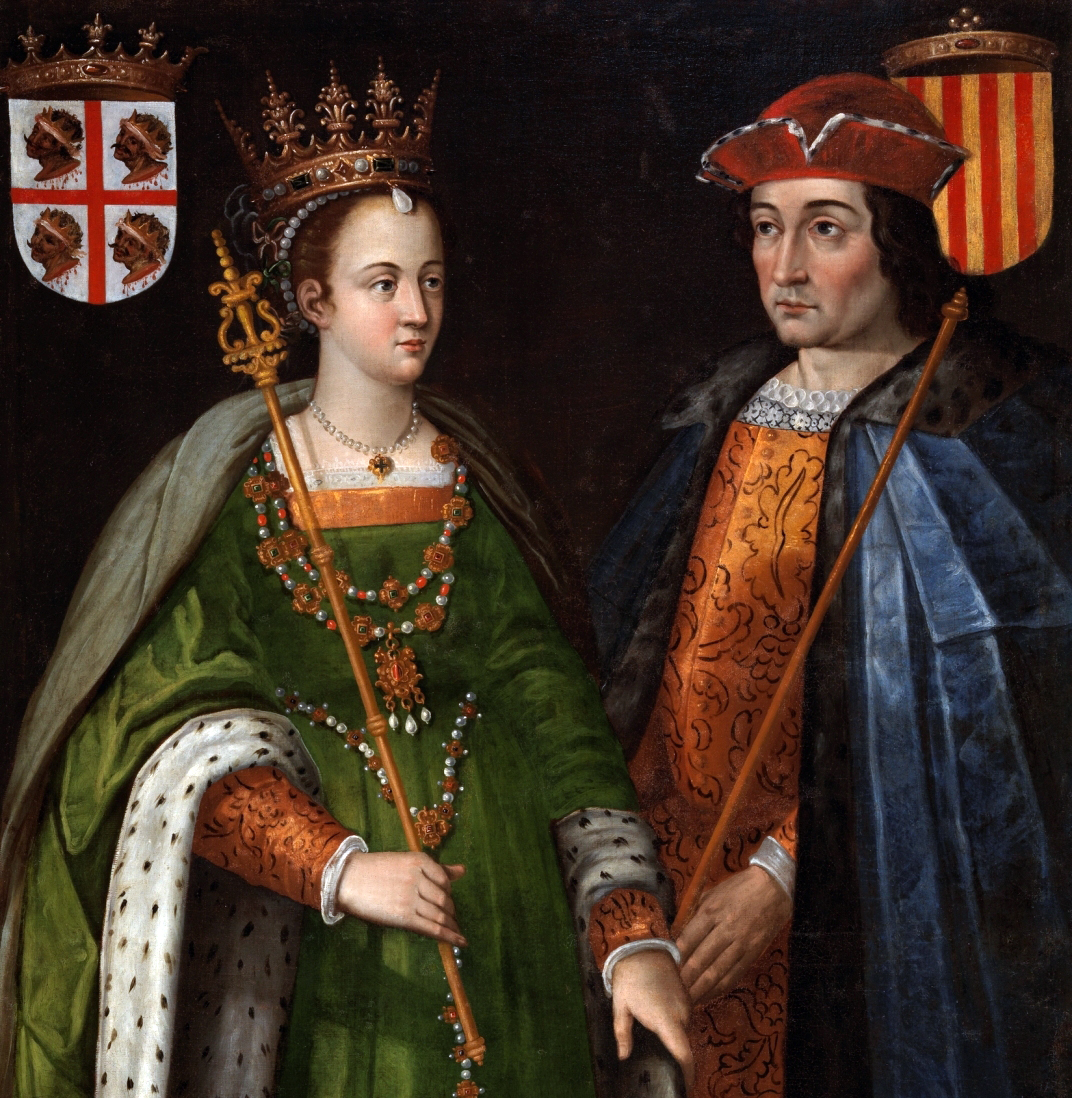
Petronila de Aragão, e Raimundo Berengário IV de Barcelona descritos mais tarde, em uma pintura do século XVI

A formação da Coroa tem sua origem na união dinástica entre o Reino de Aragão e o Condado de Barcelona.
Após a morte, sem herdeiros, de Afonso, o Batalhador no ano 1134, durante o cerco de Fraga, em seu testamento deu seu reino para as ordens militares do Santo Sepulcro, o Hospital de Jerusalém e os Templários. Ante o ato incomum, os habitantes de Navarra, que na época faziam parte dos bens do Rei de Aragão, proclamam como seu Rei Garcia Ramires V e separados de forma permanente de Aragão. Neste contexto, os nobres aragoneses não aceitaram a vontade do falecido Rei e nomearam  como novo Rei Ramiro II o Monge irmão de Afonso, que era então bispo de Roda-Barbastro. Nesta situação, Afonso VII de Castela reivindica para si os direitos de herança sobre o trono de Aragão, enquanto Garcia V expressa suas aspirações e o Papa exige o cumprimento do testamento.
As pretensões de Castela criaram um problema para o Conde de Barcelona, Ramon Berenguer, pois coincidia com a rivalidade entre o município e o Reino de Aragão para a conquista das terras muçulmanas da Taifa de Lérida. O Rei de Castela, Afonso VII, fez claras as suas intenções quando em dezembro 1134 penetrou com uma expedição audaciosa em Zaragoza e se dirigirem até Ramiro. No entanto, esses fatos acabaram não sendo favoráveis às aspirações do Rei Castelhano, que acabaria por desistir de sua pretensão para com o Reino de Aragão. Enquanto isso, Ramiro II, apesar de seu estado eclesiástico, se casou com Inês de Poitiers, casamento do qual teve uma filha, Petronila, em 1136. Este planejamento necessário para o futuro casamento da menina, o que significava escolher entre a Dinastia Castelhana ou Barcelona.
O Condado de Barcelona, na época, estava nas mãos de Ramon Berenguer IV. Antes ele havia estabelecido a sua supremacia sobre os outros condados catalães como Osona, Gerona e Besalú. Ao mesmo tempo, mostrou o potencial da frota catalã, em eventos como conquista momentânea de Mallorca (1114) ou as expedições empreendidas pelos Condes de Barcelona nas terras mouras de Valência, onde suas expectativas foram frustradas pela intervenção de Castela, personificada por Afonso VI e El Cid (derrota de Ramon Berenguer ou fratricídio na Batalha de Tevar). Ao mesmo tempo, começou uma política de alianças ultrapirenaicas culminando com a união de Barcelona e Provença pelo casamento de Ramon Berenguer III com Dulce I de Provença.
Afonso VII nomeou seu filho Sancho, futuro Sancho III de Castela, mas acabou escolhendo a Nobreza Aragonesa à Casa de Barcelona, com a qual foram negociadas em detalhe os termos do acordo, pelo qual Ramon Berenguer IV receberia o título " Príncipe" e "Dominador" de Aragão. Ele especificou que, se a Rainha Petronila morresse antes de Berenguer, o Reino não estaria nas mãos do Conde até após a morte de Ramiro. Além disso, o próprio Reino iria para as mãos de Berenguer se Petronila morresse sem filhos, ou tivessem só filhas, ou filhos varões que morressem sem descendência. 
Ramon Berenguer pactua com o Rei Aragonês Ramiro I, e eu, o Rei Ramiro, Senhor e Pai, no meu Reino de Aragão e em todos os meus condados, que entregando à Coroa de Aragão todos os seus domínios como "dominador" ou "príncipe" para o exercício do poder real, mas não daria o título de Rei ou a dignidade ou o nome ou a linhagem. A capacidade de Ramon Berenguer  em  exercer o Poder (potestas) Real em  Aragão se como mostra no caso do Conde de Barcelona (venerande Barchinonensium comer), como governante de Aragão, a quem os Cavaleiros do Santo Sepulcro, os Hospitalários e os Templários são reconhecidos os seus direitos como herdeiros do Rei Afonso, segundo a sua vontade, reconhecendo o soberano do exercício sobre os territórios de Aragão.

Cimera de Aragão

Em 1164, o filho de Ramon Berenguer e Petronila, Afonso II de Aragão, tornar-se-ia o primeiro Rei da Coroa e tanto ele quanto seus sucessores herdariam o título de "Rei de Aragão" e "Conde de Barcelona".
A entidade resultante era uma mera união dinástica, para que ambos os territórios mantivessem as suas tradições, costumes e moeda, e, a partir do século XIV, foram desenvolvidas as suas próprias instituições políticas. Da mesma forma, os territórios anexados posteriormente pela política expansionista da Coroa, manteriam instituições próprias, porém separadas. A obra de Jerónimo Zurita, em 1580, Anais da Coroa de Aragão contribui decisivamente para a disseminação deste título, a ser imposta a partir do século XVI. O termo "Coroa de Aragão"  reflete a proeminência do título principal de dignidade que sobressaía no conjunto do território, já reconhecido por Pedro IV, o Cerimonioso "os reis de Aragão são obrigados a serem ungidos na cidade de Zaragoza, que é a cabeça do Reino de Aragão, o reino que é a nossa designação principal e título". Así pues, aparte de la figura común del monarca, las diversas entidades políticas que componían la Corona mantuvieron siempre su respectiva independencia administrativa, económica y jurídica. Assim, para além da figura do monarca, as várias entidades políticas que compõem a Coroa sempre mantiveram as suas respectivas independências administrativa, econômica e legal.

### Novos Territórios da Coroa

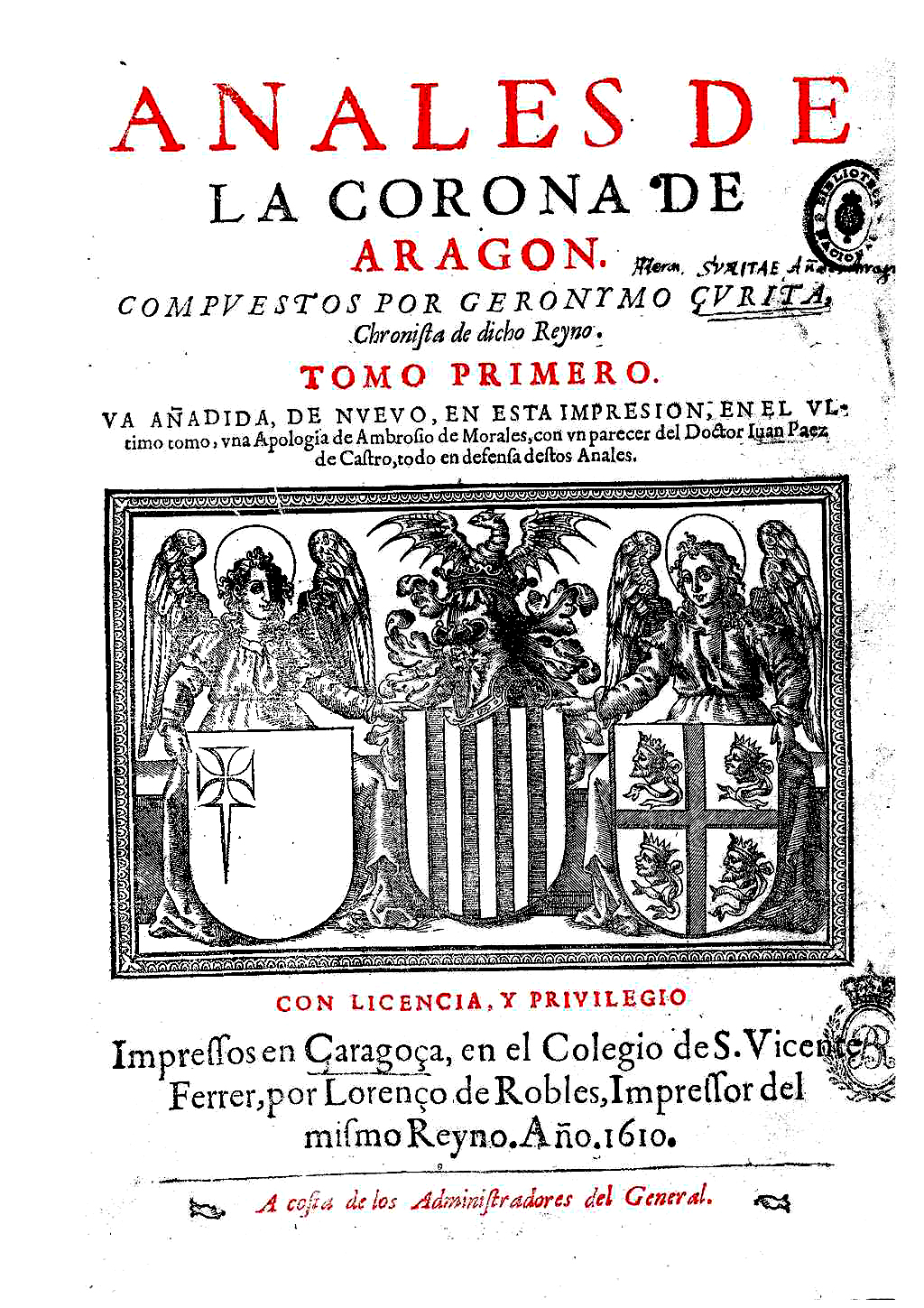
Anais da Coroa de Aragão, de Jerônimo Zurita

Brasão de armas do Reino de Aragão e de seus outros Reinos com anjos como suportes: à esquerda o Brasão das Armas antigas do Reino de Aragão, ao centro o Brasão do Conde de Barcelona, e à direita a Cruz de Alcoraz, Brasão heráldico do Reino de Aragão

Os territórios que se tornaram parte da Coroa de Aragão foram:
- O Reino de Aragão (Jaca, Roda de Isábena, Huesca, Barbastro, Tarazona, Zaragoza e Calatayud).
- Os Condados catalães: Condado de Barcelona (incluindo a capital, Barcelona, e os municípios de Berga, Besalú, Gerona, Manresa e Osona).
  - Os territórios feudatários e vassalos da coroa: Bearn (Pau), Bigorre (Tarbes), Comminges (Saint Bertrand) Pallars Sobirá (Sort), Pallars Jussa (Tremp), Urgel ( Seo de Urgel, Balaguer), Carcassonne, Rases, Roussillon (Castellrosselló, Perpignan) e Ampurias County (Castellón de Ampurias).
- O Marquesado da Provença, herança da Casa de Barcelona a partir do casamento de Ramon Berenguer III com Dulce de Provença, de soberania direta durante trinta anos do reinado de Alfonso II de Aragão entre 1166 e 1196:[27] Provença (Arles, Nice, Aix-en Provence, Marselha), Carladès (Carlat), Gavalda (Mende) e Millau (desde 1172).
- As conquistas de Ramon Berenguer IV: Daroca, Monreal del Campo, Montalban, Caspe, Fraga, Lleida e Tortosa.

No que diz respeito ao estatuto jurídico das novas aquisições de Ramon Berenguer IV (Daroca, Monreal del Campo, Montalban) e de Afonso II (Teruel, Alcaniz) nos territórios ao sul de Zaragoza, Aragão, que já havia sido submetido e depois perdeu a Afonso I, o Batalhador, foram incorporados de forma transparente ao Reino de Aragão, sem a continuidade de seus costumes, obtendo cartas e foros herdadas da população de Jaca e Zaragoza.
Na conquista de Tortosa e Lérida, Ramon Berenguer IV estabeleceu dois marquesados separados (marcas fronteiriças, do jeito que foi a Marca Hispânia dos Francos), não dependentes nem de Aragão ou de Barcelona, mas sim de seu patrimônio pessoal. Com a sua morte, acabaram por ingressar na Coroa, depois de alguma hesitação no caso do Marquesado de Lérida, que originalmente pertencia à Diocese de Roda-Barbastro, tornando-se parte da influência  catalã.
Com relação aos municípios independentes: Urgel e aos Condados de Pallars (que carecia de fronteira com o Condado de Barcelona, separada deste território pelo condado de Urgell e estava composto pelo Sobirá Pallars ou Pallars alta e Pallars Jussa ou Pallars baixo), Roussillon e e Condado de Amáurias, cada um foi incorporado à Coroa de várias maneiras, desde a segunda metade do século XII ao século XIV. Alguns, como o de Urgel, mantido até 1314 uma dinastia condal independente, mas a partir do século XIII estava ligado por laços de vassalagem ao Rei de Aragão.

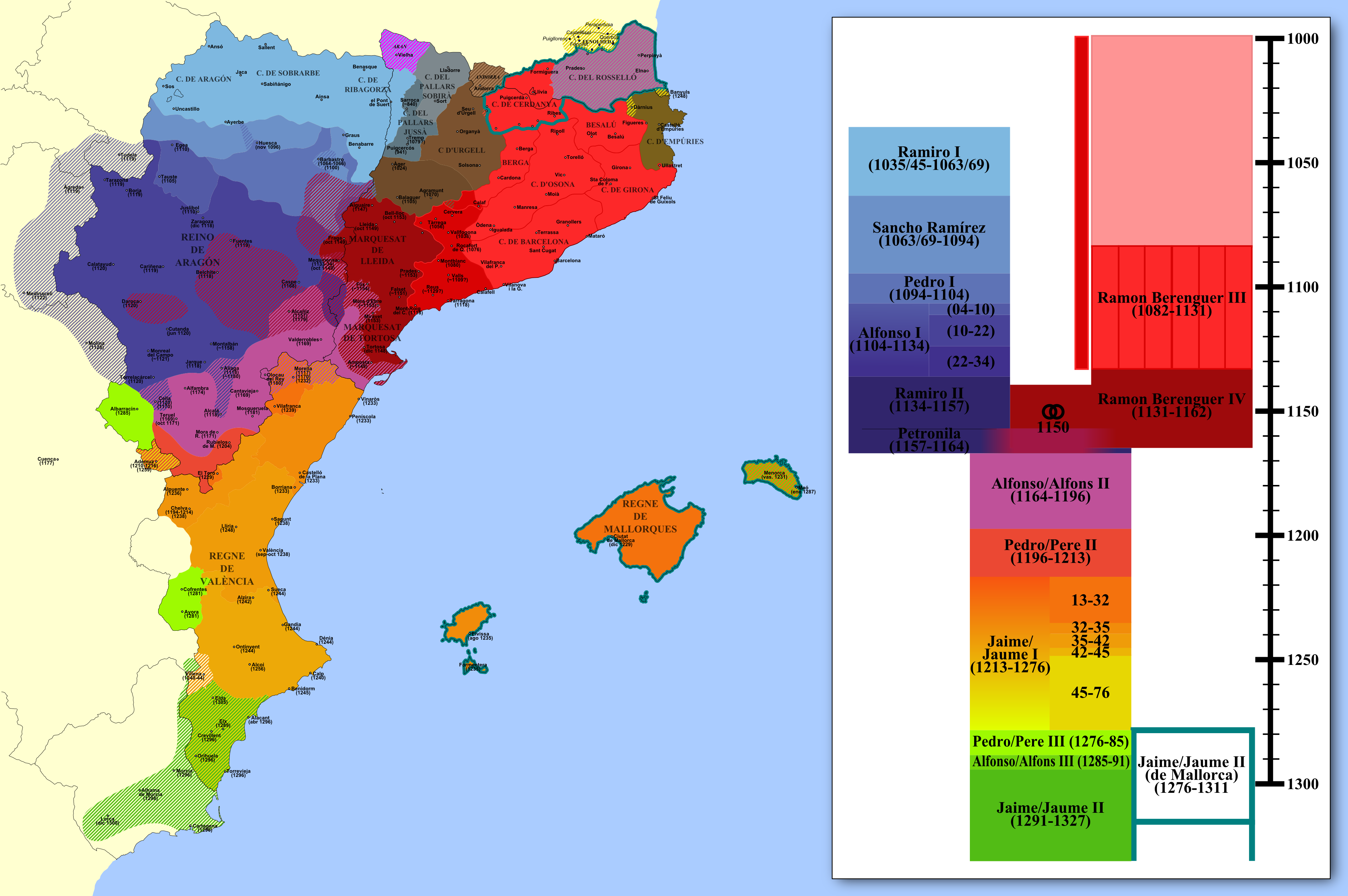
Expansão peninsular e baleárica da Coroa de Aragão

Territórios peninsulares da Coroa, dentro da Espanha atual

- O Condado de Roussillon era governada pelo Conde Gerard II de Roussillon, que morreu sem sucessão em 1172. Em seu testamento ficou estipulado que Roussillon daria "completamente todo  ao meu senhor, o Rei de Aragão", por ter fé em seu soberano Afonso II, que foi imediatamente reconhecido como Rei em Perpinhã.[29]
- O Alto Pallars (Condado de Pallars Sobirá) se situa na bacia de Noguera Pallaresa  e faz fronteira com o Vale de Aran, onde Pedro I morreu ao intervir diretamente nos assuntos do território. Em 1170 o Conde de Bigorre, Centulo III, declarou-se vassalo de Afonso II de Aragão, que em troca concedeu em 1175 o título de Conde de Pallars Subirá e Conde de Ribagorza, recebendo posse no Vale de Aran.[30]
- O Baixo Pallars era um Condado independente, com maiores recursos financeiros do que o Alto Pallars (Pallars Sobirá), e seu Conde Mir Pallars Jussa Arnal era vassalo de Afonso I, o Batalhador e desempenhou um importante papel na ligação da Rainha Petronila com o Conde Ramon Berenguer IV. Em 1193 Afonso II de Aragão interveio militarmente no Baixo Pallars para defender os interesses dos descendentes de Mir Arnal, que (como notou Martin Aurell em 1995)[31] o deu a "tibi Ildefonso, venerabili Aragonis et Rege et marchio Comiti Barchinone Provincie" por causa da lealdade e da homenagem prestada a Aragão há mais de um século.[32]
- O Condado de Urgel tinha uma única trajetória histórica do início do século IX, quando Aznar I Galindez foi nomeado Conde de Cerdanya e Urgel, foi sucedido por seu filho Galindo Aznar. Depois de várias acusações ao governo nomeado pelo Imperador franco, Vifredo I, o Cabeludo deixou Condado ao seu terceiro filho Sunifredo II, iniciando uma dinastia que durou até o século XIV. Ermengol VIII de Urgell sofreu uma rebelião e que causou a sua morte. Sua viúva, Elvira de Subirats, aceitou o acordo com Pedro II em 1209 para o casamento de sua filha Aurembiaix com o futuro Jaime I, fato que não frutificou. Aproveitando o caos que imperante na Coroa após a morte de Pedro II, na Batalha de Muret, o Condado de Urgel ficou Geraldo Cabrera. Depois de vários confrontos militares e a morte de Aurembiaix, descendente último da primeira dinastia de Urgel, Ponce I, filho de Gerald, se reconheceu como  vassalo de Jaime I de Aragão. Mais tarde, no início do século XIV, Ermengol X de Urgel concordou com Jaime II de Aragão ao nomear Teresa de Entenza herdeira do Condado de Urgel em troca de casá-la com com  o futuro Afonso IV de Aragão. O condado passa a fazer parte da Coroa para todos os efeitos após a derrota militar (1413), quando o último dos Condes de Urgel, Jaime II, o Infeliz, frente ao primeiro Rei da Casa de Trastâmara, Fernando de Antequera, cuja candidatura para o Coroa de Aragão venceu a do Conde de Urgel no Compromisso de Caspe.
- O primeiro Conde privativo de Condado de Ampúrias foi Hugo I (991-1040). Após a participação de Hugo II de Ampúrias com Raimundo Berengário III na expedição Pisano-Barcelona de Maiorca (1114), seu filho Ponce II renovou a aliança com o Conde de Barcelona, mas, em seguida, ao confrontá-lo, acabou sendo preso e perdeu o Senhorio de Peralada. Seus sucessores mantiveram o Condado com uma independência nominal, sem possibilidade de crescimento e rodeado pelos domínios de Barcelona manteve a sua autonomia relativa ao pagar rendas ao soberano da Coroa de Aragão até o século XIV, quando finalmente é incorporado.[33][34]

## A expansão da Coroa de Aragão

Armas de Aragão e Sicília

Durante o governo de Ramon Berenguer IV e Petronila, foram conquistadas as cidades de Tortosa, Lérida, Fraga, Mequinenza, além da Serra de Prades, Siurana Miravet, entre outras. Também durante o governo de Ramon Berenguer IV, a Sé Episcopal de Tarragona foi recuperada em 1154 o posto de Sé Metropolitana, desvinculando-se da Sé de Narbona. Ficam com seus bispados sufragâneos as sedes do Condado de Barcelona, do Condado de Urgel e do Vale do Ebro até Calahorra e Pamplona. Estes são, segundo Ubieto, um elemento chave na formação de uma identidade política.
Sob o reinado de Afonso II de Aragão, foram conquistados mais terras ao sul, na medida do Teruel, e Tratados de Tudilén (1151) e Cazola (1179), a Coroa estabeleceu a linha de expansão peninsular sobre os Reinos muçulmanos de Valência e Denia.
Para consolidar sua monarquia, Pedro II de Aragão tinha aparecido ante o Papa, em 1205, a fim de enfeudar Aragão ao papado. No entanto, pouco depois de o Rei Aragonês enfrentou os interesses de Roma para defender seus súditos além-Pirenéus na Cruzada contra os Cátaros encorajados pelo Vaticano. A derrota de Pedro II em 1213 na Batalha de Muret forçou a Coroa a entregar os seus interesses para além dos Pirenéus e direcionar sua energia expansiva para o Mediterrâneo e o Levante. Durante o reinado de Jaime I, veio a conquista de Maiorca e do Reino de Valência, durante a primeira metade do século XIII. Com a conclusão da conquista do antigo reino de Denia para Biar, o limite acordado no Tratado de Cazola, as terras do Levante não foram incorporadas na Catalunha e Aragão, mas formaram um novo reino, denominado Reino de Valência, que adquirem Cortes, privilégios e sua própria moeda, o dinheiro de Valência; e um Exército integrado por milícias; mantendo  a dualidade linguística entre os territórios mais próximos à costa (falando em Valência uma variante do catalão) e interior (falando em Valência uma variante do aragonês). Além disso, após a morte do conquistador, seu testamento daria lugar ao Reino de Maiorca, herdado por seu filho Jaime, incluindo as Ilhas Baleares, os Condados de Rossilhão e Cerdagne e o Senhorio de Montpellier. O Reino de Maiorca seria politicamente muito instável e acabaria por ser anexado e definitivamente à coroa por Pedro, o Cerimonioso. A partir do século XIII também começou a expansão da Coroa para o Mediterrâneo. Jaime II manteve o domínio conseguido por Pedro III de Aragão na coroa da Sicília, mas até o século XV permaneceria sob o controle de um ramo secundário da dinastia. Jaime II também recebeu a investidura da Sardenha, ao conquistá-la em 1324, e daria um grande trabalho ao longo dos anos seguintes. Também se estendeu aos limites sul do Reino de Valência, que pela Sentença de Torrellas (1304) atingiria os limites máximos.
Com a Criação do Livre do Consulado do Mar, um código aduaneiro marítimo. Além disso, várias companhias de navegação são baseados, como Magna Societas Cathalanorum, graças ao qual em 1380 foram conquistados territórios como os Ducados de Atenas e Neopatria, estando sob a soberania de Pedro, o Cerimonioso. Assim, o signo das quatro barras de Aragão ficou hasteada, por quase um século, na Acrópole de Atenas.

### Composição
A Coroa foi composta dos seguintes estados (que são hoje partes dos países modernos de Espanha, França, Itália, Grécia, Malta e Andorra):
| Nome      | Tipo de Entidade                   | Notas |
| --------- | ---------------------------------- | --- |
| Andorra   | Co-principado                      | Fundada em 1278, brevemente anexada por Aragão em 1396 e novamente em 1512                                    |
| Aragão    | Reino                              | Fundada em 848, como um condado e, em 1035, como Reino Unido, a partir de uma divisão do Reino de Navarra     |
| Athenas   | Ducado                             | Fundada 1205, herdado através do Reino da Sicília em 1381                                                     |
| Catalunha | Principado, originalmente condados | Originalmente Condados catalães, se fundiu com Aragão em 1162                                                 |
| Gévaudan  | Condado                            | Herdado em 1166 por Afonso II                                                                                 |
| Maiorca   | Reino                              | Fundada em 1231 por James I, incluindo Rossilhão e Montpellier                                                |
| Nápoles   | Reino                              | Fundada em 1282 após o Vésperas sicilianas, dividindo o Reino da Sicília em duas partes: insular e peninsular |
| Neopatria | Ducado                             | Fundada 1319, herdado através do Reino da Sicília em 1381                                                     |
| Provença  | Condado                            | Herdado junto com o Condado de Barcelona em 1162                                                              |
| Sardenha  | Reino                              | Premiado com a coroa, pelo Papa Bonifácio VIII em 1297, incluindo Córsega                                     |
| Sicília   | Reino                              | Fundada em 1130, acrescentou à coroa em 1381, incluindo Malta                                                 |
| Valência  | Reino                              | Fundada em 1238, após a conquista da moura Taifa de Valência                                                  |

### Chancelaria Real

Brasão de armas de Aragão (variante de forma Lozangonal)

Durante este momento histórico de grande expansão territorial e influência política, a Coroa de Aragão está dotada de estrutura burocrática e administrativa, a Chancelaria Real, adquirindo a plenitude com Pedro, o Cerimonioso, que a reformou e estruturou rigidamente, incorporando, entre outros de funcionários, secretários e protonotários e a fixação estritamente as suas funções. Sobre ela repousava a responsabilidade de desenvolver a correspondência do Rei e seu Conselho tanto em termos de política interna como a internacional, bem como manter as cópias para o Arquivo Real, que veio quase completo para o presente, constituindo um dos fundos de estudo mais importantes do período medieval.
Todos os membros da Chancelaria Real deveriam ser altamente especializados na preparação de textos em latim, catalão e aragonês, línguas de trabalho da chancelaria, que em termos modernos poderíamos chamar de oficial. Este domínio conjunto das línguas vernáculas e teve vários efeitos de grande importância para a história das línguas aragonesas e catalã:
- se transladou elementos estilísticos, retóricos e gramaticais para a linguagem vulgar que adquiriu uma precisão especial e elegância formal;[40]
- a capilaridade territorial da documentação da Chancelaria configurou um modelo linguístico que foi adotado nos respectivos territórios, exercendo uma influência unificadora e supra-dialetal tanto no âmbito administrativo como na prosa literária, que o resto das línguas vulgares demorariam séculos para adquirirem com a constituição de academias;[41]
- O idioma catalão adquiriu o estatuto diplomático internacional;
- Os funcionários da Chancelaria aproximam a literatura acadêmica do latim, de Cícero a Petrarca, traduzindo suas obras e tornando-se uma das primeiras manifestações do Humanismo, e mais tarde de Renascimento no âmbito da Literatura. Sem este contexto, não é possível explicar o surgimento de figuras como Juan Fernandez de Heredia, no caso de Aragão ou Metge Bernat e do Século de Ouro Valenciano, singularmente em relação à prosa de Valência, para Catalão.[39]

## Mudança da Dinastia a União Dinástica com Castela

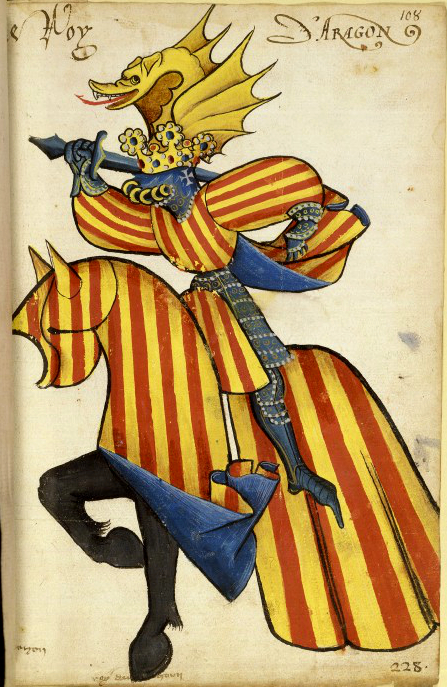
Representação heráldica equestre do Rei de Aragão no Armorial equestre do Tosão de Ouro, 1433-1435

Após a morte de Martim, o Humano, a Coroa ficou entrou num período de interregno, pois ele morreu sem ter nomeado um sucessor. Neste contexto, havia quatro candidatos ao trono: o Infante Fadrique de Luna, Luís de Anjou, Jaime II de Urgel e Fernando de Antequera, cujas aspirações ao trono foram elucidadas pelo Compromisso de Caspe. A dificuldade dos órgãos dirigentes de Aragão, Catalunha e Valência em resolver a questão revelou uma divisão séria dentro da Coroa, que iria evoluir favoravelmente a Fernando de Antequera, representante da dinastia castelhana de Trastâmara. Foi ajudado pelo desempenho do Papa Bento XIII, que em pleno Cisma do Ocidente escolheu o candidato castelhano para garantir o apoio da Coroa de Aragão e da Coroa de Castela. Assim, em 1412, Fernando de Antequera foi nomeado Rei da Coroa. A nova dinastia iria persistir na política de expansão, de modo que seu sucessor, Afonso V, acabou por conquistar o Reino de Nápoles em 1443.
O casamento de Fernando e Isabel, realizado em 1469 em Valladolid, e a consequente aliança, permitiram que os castelhanos apoiassem a linha expansionista de Aragão no Mediterrâneo, tendo uma política externa comum. O Duque de Alba anexou o Reino de Navarra para a Coroa de Aragão, em 1512. No entanto, em 1515, Navarra foi cedida a Castela.
Apesar do casamento de Fernando e Isabel em 1469, ambos os reinos mantiveram as suas instituições políticas, suas cortes, leis, administrações públicas e moedas apesar de terem unificado a política exterior, o exército e a Fazenda Real. A união dinástica das Coroas de Castela, Aragão e Navarra foi considerada efetiva sob o reinado de Carlos I, que foi o primeiro a adotar, com a sua mãe Joana, o título curto de Rei das Espanhas e das Índias, apesar de se continuarem a respeitar as cortes e instituições de cada Coroa por separado.

## Territórios da Coroa de Aragão na Idade Moderna

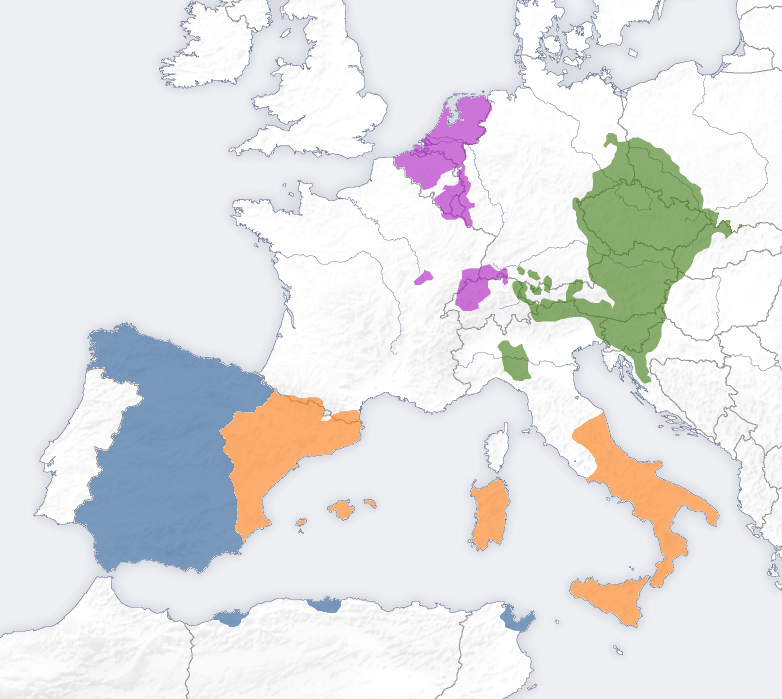
Territórios sob jurisdição da Coroa de Aragão no início do século XVI (a laranja)

A integração dos territórios da Coroa na nova monarquia foi marcado pelo poder hegemônico de Castela, no interior da Coroa. Sua articulação foi realizada principalmente através de duas instituições: o Conselho de Aragão e do vice-rei. O Conselho Supremo de Aragão era um órgão consultivo da coroa criado em 1494, na sequência de uma reforma da Chancelaria Real pelo rei Fernando, o Católico, que a partir de 1522 seria composto de Vice-chanceler e seis regentes, dois para o Reino de Aragão, dois para o Reino de Valência e dois para o Principado da Catalunha e os reinos de Maiorca e Sardenha. Por seu turno, os vice-reis assumem as funções militares, administrativas, judiciais e os assuntos financeiros. Conflitos ocorreram ao longo dos séculos da Idade Moderna, até a Guerra de Sucessão.

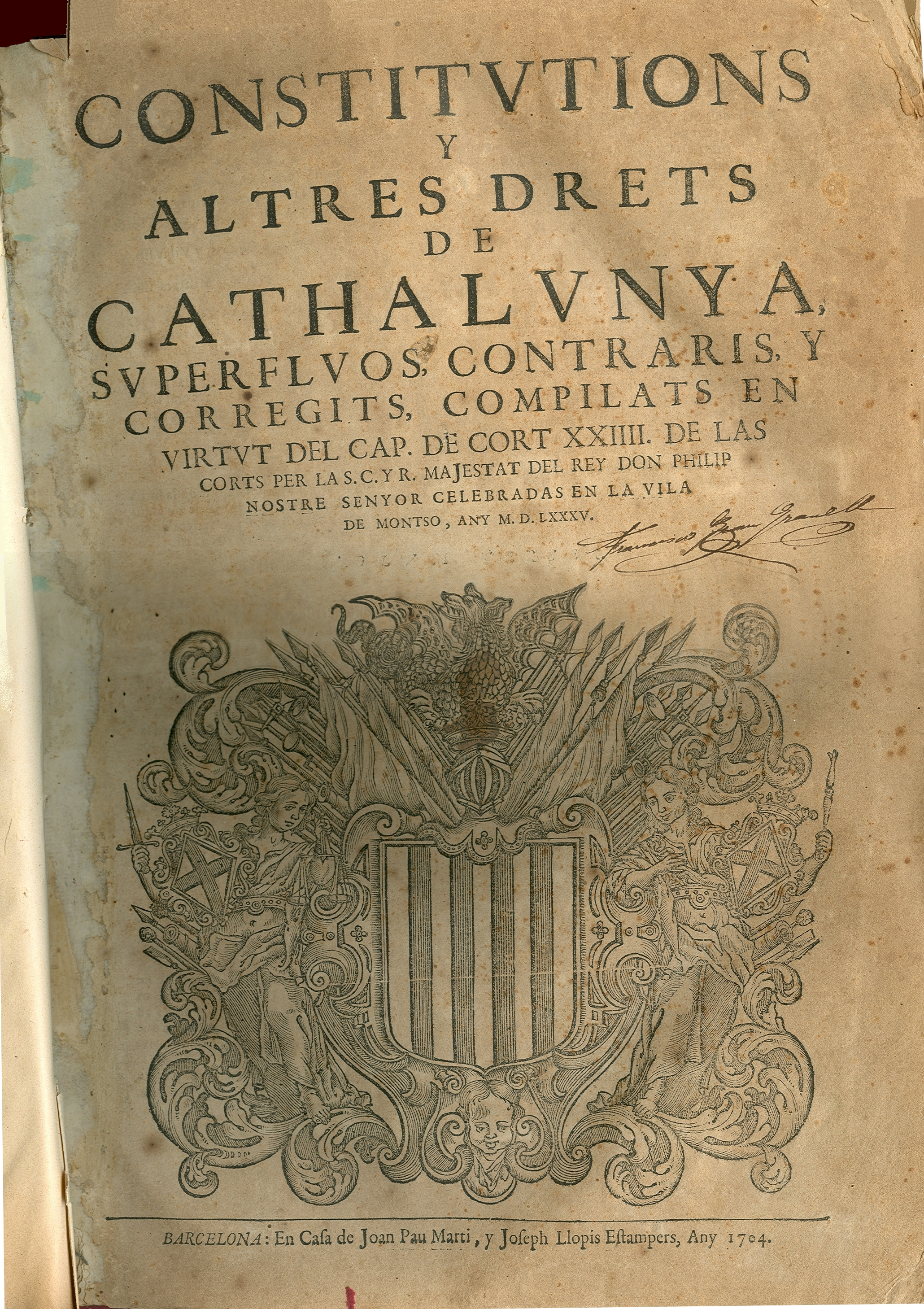
Constituições Catalãs baseadas nos antigos Usatges de Barcelona

Em 1521 ocorreram as Germanias, um movimento nascido em Valência entre a burguesia emergente, que durou até 1523. Em Mallorca teve lugar no mesmo ano um outro movimento semelhante liderado por Joanot Colom. A derrota final dos germanados foi com forte repressão e a reafirmação do domínio senhorial. Já no reinado de Felipe II, realizou-se a proibição dos súditos da Coroa de Aragão estudarem no exterior, contra o risco de contágio calvinista (1568). Também em 1569, todos os membros da Generalitat da Catalunha foram presos sob a acusação de heresia, no contexto da disputa sobre o pagamento de imposto banheiro. Em 1591 ocorreram as Alterações de Aragão, produzidas quando o ex-secretário do Rei, Antônio Perez, foi condenado pela morte do secretário de Dom João de Áustria, refugiou-se em Aragão ao buscar recorrer o Privilégio de Manifestação em que o monarca, por sua parte, usou a jurisdição do Tribunal do Santo Ofício da Inquisição para prendê-lo na Aljafería, que foi atacada por milícias de Zaragoza, provocando um confronto entre as tropas armadas da Catalunha e liderado pelo Chefe de Justiça, Juan V de Lanuza, e Terços Reais. Finalmente, após a vitória do Rei, ele foi executado pelo Chefe de Justiça de Aragão e pediu as Cortes Tarazona, em 1592, que diminuíssem seriamente os Privilégios de Aragão, o que acabou por suprimir a concorrência de Defesa e Guarda do Reino que tinha pedido a Generalitat da Catalunha, o que impediu que a mesma possuísse receita, proveniente do imposto geral, para convocar o seu próprio exército, com um "reparo" (reforma), que perseguia evitar que a Deputação Geral excedesse as competências fiscais para que haviam sido criadas. Durante o século XVII, as tensões foram consideravelmente maiores. As necessidades financeiras dos monarcas levou-os a tentar todos os meios para aumentar a carga fiscal sobre os territórios da Coroa de Aragão, cujos privilégios podiam fazer restrições significativas sobre as exigências de cobrança de impostos da Monarquia Católica. Após a coroa ir à guerra contra a França, em 1635, a implantação dos Terços Reais na Catalunha criou sérios conflitos que eclodiram na Guerra dos Segadores, em 1640. Assim, a Generalitat da Catalunha, considerou primeiro a formação de uma república catalã, finalmente, reconhecer o Rei Luís XIII da França como Conde de Barcelona. O conflito foi finalmente superado com a Paz dos Pirenéus (1659), para o qual o Condado de Roussillon e da metade norte do Condado de Cerdanha foram passados para o domínio francês, e a França devolveu à Espanha a Baixa Cerdanha. No final do século, em 1693, estourou em Valência a Segunda Germania, uma revolta camponesa e anti-senhorial, sobre a partição das colheitas.

## Fim da Coroa de Aragão: a Guerra de Sucessão

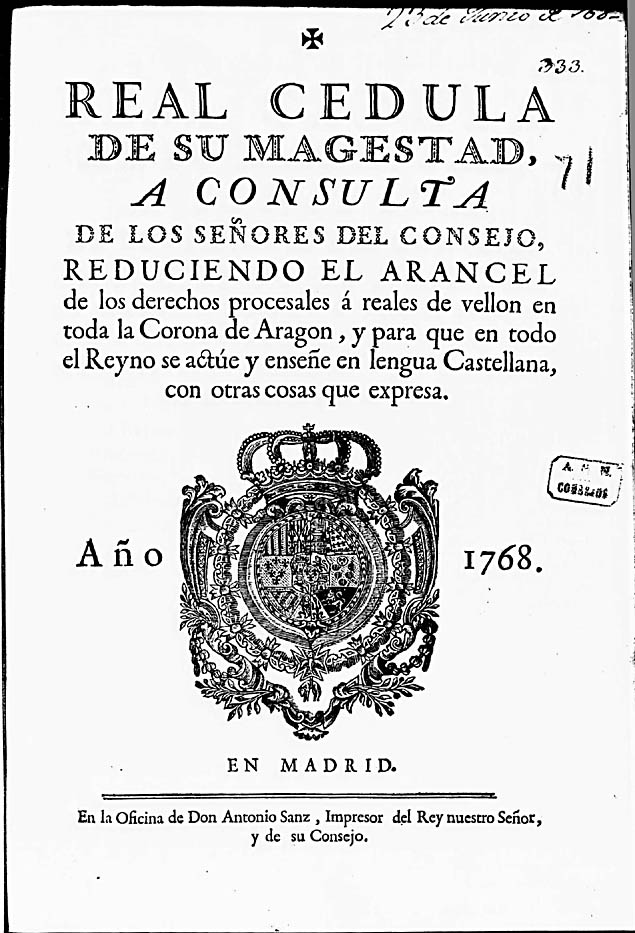
Real Cédula de Carlos III (1768)

Apesar da gravidade do conflito das Germanías, a Catalunha e outros territórios da Coroa preservaram os seus privilégios, suas próprias instituições e autonomia política. No entanto, os acontecimentos após a proclamação de Anjou  como herdeiro Carlos II marcou o fim do modelo de gestão que os tinha caracterizado  desde Idade Média.
Quando Carlos II faleceu deixou como herdeiro de Filipe de Anjou, que foi Coroado como Filipe V, foi formado na Europa Grande Aliança de Haia entre Inglaterra, as Províncias Unidas e Áustria que não aceitaram o estabelecimento da monarquia dos Bourbon na Espanha e apoiavam as aspirações de um outro candidato, o Arquiduque Carlos da Áustria. No início jurado como rei pelas  Cortes da Catalunha (1701-1702) e de Aragão (1705), a força dos partidários do Arquiduque e dos conflitos com o Vice-Rei Francisco Antonio Fernández de Velasco assumiu um novo levante armado dos catalães, que apoiados por uma frota de Inglesa permitiram a sua entrada triunfal em Valência e em Barcelona. No ano seguinte, 1706, Carlos foi proclamado Rei em Zaragoza e no Reino de Maiorca. No entanto, os Aliados não foram apoiadas em seus avanços em Castela, algo que levaram-nos a deixar o Reino de Valência. A reação militar de Filipe V, no ano seguinte levou à conquista do Reino de Valência, após a Batalha de Almansa (25 de abril de 1707). O mesmo aconteceu com Zaragoza e com o Reino de Aragão que foram tomados rapidamente. Depois disso, Filipe de Anjou assinou os Decretos do Novo Plano com a abolição dos privilégios, o direito civil, e os limites de tais domínios. Uma nova visão dos aliados em Castela em 1710, apesar de sua entrada em Saragoça e Madrid, também serviu para consolidar suas posições e os forçou a abandonar Aragão. Em setembro, o Arquiduque deixou Barcelona e pelo Tratado de Utrecht de 1713, as tropas aliadas gradualmente deixaram a Catalunha. Após o Cerco de Barcelona, em 11 de Setembro 1714 foi tomada a capital da Catalunha, e em 1715 a Ilha de Maiorca.
A vitória Bourbon foi seguida por uma reformulação radical do sistema político dos Reinos da Coroa de Castela ao assimilar o regime dos Decretos do Novo Plano e iniciar um período de grande repressão. Assim, passou a liderar o território um capitão-geral, sucessor do antigo posto de vice-rei, que deixa de estar sujeito às suas próprias leis. Os intendentes passaram a controlar o sistema financeiro e fazendário onde a renda se uniram a tradicional da Coroa de Castela, os velhos impostos dos Conselhos Gerais e os novos impostos para equalizar a carga tributária dos territórios conquistados a dos castelhanos. O novo plano também trouxe a abolição da autonomia municipal, de todos os tipos de assembleia municipal, a designação de todas as acusações pela autoridade real e a substituição das unidades administrativas em distritos. O castelhano impôs-se como a única língua da Corte Real, em detrimento das línguas latina e vernácula (catalão e aragonês), na administração e na justiça da Monarquia Bourbon. Este conjunto de reformas envolveram a homogeneização de Castela e Aragão sob um novo estado muito centralizado, só mantendo a lei provincial especial privado (civil, comercial, e processo penal), o Consulado do Mar e territórios que não lutaram contra Filipe V na Guerra de Sucessão: o Vale de Aran, as Províncias Bascas e Navarra.
Os Reis da Casa de Bourbon continuaram a usar entre os seus títulos o de Rei de Aragão, Valência, Maiorca, Conde de Barcelona, Senhor de Molina, e assim por diante, tal como os austríacos, a forma abreviada de Rei das Espanhas e das Índias.

## Numeração de monarcas
A numeração dos monarcas varia, dependendo do território a que se refere. Assim, alguns historiadores modernos preferem usar apelidos para se referir a eles: Pedro, o Católico  (Pedro II de Aragão), Pedro, o Cerimonioso (Pedro IV de Aragão), Afonso, o Magnânimo (Afonso V de Aragão). No entanto, o ordinal refere-se ao Título Real principal, que era de Aragão, tal como indicado acima, incluindo Pedro IV de Aragão:

## Soberanos da Coroa de Aragão
| Casa Real                          | Ramo | Aragão | Barcelona / Catalunha | Valência | Maiorca | Sardenha | Sicília | Nápoles |                                |
| ---------------------------------- | --- | --- | --- | --- | --- | --- | --- | --- | ------------------------------ |
| Casa de Aragão                     | Casa de Barcelona | | | | | | | |                                |
| Casa de Aragão                     | Casa de Barcelona | Afonso II o Casto (ou o Trovador) (1164-96) | | | | | | |                                |
| Casa de Aragão                     | Casa de Barcelona | Pedro II o Católico (1196-1213) | | | | | | |                                |
| Casa de Aragão                     | Casa de Barcelona | Jaime I o Conquistador (1213-76) | | | | | | |                                |
| Casa de Aragão                     | Casa de Barcelona | Pedro III o Grande (1276-85) | Pedro III o Grande (1276-85) | Pedro III o Grande (1276-85) | Jaime II de Maiorca (1276-1285) | | | |                                |
| Casa de Aragão                     | Casa de Barcelona | Alfonso III o Generoso (ou o Liberal) (1285-91) | | | | | | |                                |
| Casa de Aragão                     | Casa de Barcelona | Jaime II o Justo (1291-1327) | Jaime II o Justo (1291-1327) | Jaime II o Justo (1291-1327) | (1291-1295) | | (1285-1295) | |                                |
| Casa de Aragão                     | Casa de Barcelona | Jaime II o Justo (1291-1327) | Jaime II o Justo (1291-1327) | Jaime II o Justo (1291-1327) | Jaime II de Maiorca (1295-1311) | Frederico II da Sicília (1295-1337) | | |                                |
| Casa de Aragão                     | Casa de Barcelona | Jaime II o Justo (1291-1327) | Jaime II o Justo (1291-1327) | Jaime II o Justo (1291-1327) | Sancho I de Maiorca (1311-1324) | Frederico II da Sicília (1295-1337) | | |                                |
| Casa de Aragão                     | Casa de Barcelona | Afonso IV o Bom (1327-36) | Afonso IV o Bom (1327-36) | Afonso IV o Bom (1327-36) | Jaime III de Maiorca (1324-1343/46) | Frederico II da Sicília (1295-1337) | | |                                |
| Casa de Aragão                     | Casa de Barcelona | Pedro IV o Cerimonioso (1336-87) | Pedro IV o Cerimonioso (1336-87) | Pedro IV o Cerimonioso (1336-87) | Pedro IV o Cerimonioso (1336-87) | Pedro IV o Cerimonioso (1336-87) | Pedro II da Sicília (1337-1342) | |                                |
| Casa de Aragão                     | Casa de Barcelona | Pedro IV o Cerimonioso (1336-87) | Pedro IV o Cerimonioso (1336-87) | Pedro IV o Cerimonioso (1336-87) | Pedro IV o Cerimonioso (1336-87) | Pedro IV o Cerimonioso (1336-87) | Luís da Sicília (1342-1355) | |                                |
| Casa de Aragão                     | Casa de Barcelona | Pedro IV o Cerimonioso (1336-87) | Pedro IV o Cerimonioso (1336-87) | Pedro IV o Cerimonioso (1336-87) | Pedro IV o Cerimonioso (1336-87) | Pedro IV o Cerimonioso (1336-87) | Frederico III da Sicília (1355-1377) | |                                |
| Casa de Aragão                     | Casa de Barcelona | Pedro IV o Cerimonioso (1336-87) | Pedro IV o Cerimonioso (1336-87) | Pedro IV o Cerimonioso (1336-87) | Pedro IV o Cerimonioso (1336-87) | Pedro IV o Cerimonioso (1336-87) | Maria da Sicília (1377–1401) | |                                |
| Casa de Aragão                     | Casa de Barcelona | João I o Caçador (1387-96) | | | | | | |                                |
| Casa de Aragão                     | Casa de Barcelona | Martim I da Sicília (1395-1409) | | | | | | |                                |
| Casa de Aragão                     | Casa de Barcelona | Martin I o Humano (ou o Eclesiástico) (1396-1410) | | | | | | |                                |
| Interregno - Compromisso de Caspe  | | | | | | | | |                                |
| Casa de Aragão                     | Casa de Aragão-Trastâmara | Fernando I de Antequera (1412-1416) | Fernando I de Antequera (1412-1416) | Fernando I de Antequera (1412-1416) | Fernando I de Antequera (1412-1416) | Fernando I de Antequera (1412-1416) | Fernando I de Antequera (1412-1416) | |                                |
| Casa de Aragão                     | Casa de Aragão-Trastâmara | Afonso V o Magnânimo (1416-1458) | | | | | | |                                |
| Casa de Aragão                     | Casa de Aragão-Trastâmara | Juan II o Grande (1458 - 1479) | Juan II o Grande (1458 - 1479) | Juan II o Grande (1458 - 1479) | Juan II o Grande (1458 - 1479) | Juan II o Grande (1458 - 1479) | Juan II o Grande (1458 - 1479) | Fernando I de Nápoles (Ferrante) (1458-1494) |                                |
| Casa de Aragão                     | Casa de Aragão-Trastâmara | Fernando II o Católico (1479-1516) | | | | | | Fernando I de Nápoles (Ferrante) (1458-1494) |                                |
| Casa de Aragão                     | Casa de Aragão-Trastâmara | Afonso II de Nápoles, (1494-1495) | | | | | | |                                |
| Casa de Aragão                     | Casa de Aragão-Trastâmara | Fernando II de Nápoles (Ferrandino) (1495-1496) | | | | | | |                                |
| Casa de Aragão                     | Casa de Aragão-Trastâmara | Federico IV de Nápoles (1496-1501) | | | | | | |                                |
| Casa de Aragão                     | Casa de Aragão-Trastâmara | | | | | | | |                                |
| Casa de Aragão                     | Casa de Aragão-Trastâmara | (1504–1516) | | | | | | |                                |
| Casa de Habsburgo                  | Casa da Áustria | Carlos I de Aragão (1516-1556) | Carlos I de Aragão (1516-1556) | Carlos I de Aragão (1516-1556) | Carlos I de Aragão (1516-1556) | Carlos I de Aragão (1516-1556) | Carlos I de Aragão (1516-1556) | Carlos I de Aragão (1516-1556) | Carlos I de Aragão (1516-1556) |
| Casa de Habsburgo                  | Casa da Áustria | Felipe I de Aragão (1556-1598) | | | | | | |                                |
| Casa de Habsburgo                  | Casa da Áustria | Felipe II de Aragão (1598-1621) | | | | | | |                                |
| Casa de Habsburgo                  | Casa da Áustria | Felipe III de Aragão (1621-1665) | | | | | | |                                |
| Casa de Habsburgo                  | Casa da Áustria | Carlos II de Aragão (1665-1700) | | | | | | |                                |
| Desaparecimento da Coroa de Aragão | Guerra de Sucessão entre Felipe IV de Aragão e o Arquiduque Carlos de Áustria (1702-1715) | Guerra de Sucessão entre Felipe IV de Aragão e o Arquiduque Carlos de Áustria (1702-1715) | Guerra de Sucessão entre Felipe IV de Aragão e o Arquiduque Carlos de Áustria (1702-1715) | Guerra de Sucessão entre Felipe IV de Aragão e o Arquiduque Carlos de Áustria (1702-1715) | Guerra de Sucessão entre Felipe IV de Aragão e o Arquiduque Carlos de Áustria (1702-1715) | Guerra de Sucessão entre Felipe IV de Aragão e o Arquiduque Carlos de Áustria (1702-1715) | Guerra de Sucessão entre Felipe IV de Aragão e o Arquiduque Carlos de Áustria (1702-1715) | Guerra de Sucessão entre Felipe IV de Aragão e o Arquiduque Carlos de Áustria (1702-1715) |                                |
| Desaparecimento da Coroa de Aragão | Felipe IV de Aragão (1700-1746). Entre 1705-1708 perdeu todos os territórios da Coroa de Aragão exceto Sicília. A medida que foi recuperando o controle dos territórios da Coroa de Aragão, estes perderão seus foros e privilégios pelos Decretos do Novo Plano e passarão a regir-se pelas leis de Castela: em 29 de julho de 1707 para os territórios de Aragão e Valência, em 28 de novembro de 1715 para Maiorca e em 16 de janeiro de 1716 para Catalunha. Por sua parte, a Casa de Saboia obteve a Sicília pelo Tratado de Utrecht. | Felipe IV de Aragão (1700-1746). Entre 1705-1708 perdeu todos os territórios da Coroa de Aragão exceto Sicília. A medida que foi recuperando o controle dos territórios da Coroa de Aragão, estes perderão seus foros e privilégios pelos Decretos do Novo Plano e passarão a regir-se pelas leis de Castela: em 29 de julho de 1707 para os territórios de Aragão e Valência, em 28 de novembro de 1715 para Maiorca e em 16 de janeiro de 1716 para Catalunha. Por sua parte, a Casa de Saboia obteve a Sicília pelo Tratado de Utrecht. | Felipe IV de Aragão (1700-1746). Entre 1705-1708 perdeu todos os territórios da Coroa de Aragão exceto Sicília. A medida que foi recuperando o controle dos territórios da Coroa de Aragão, estes perderão seus foros e privilégios pelos Decretos do Novo Plano e passarão a regir-se pelas leis de Castela: em 29 de julho de 1707 para os territórios de Aragão e Valência, em 28 de novembro de 1715 para Maiorca e em 16 de janeiro de 1716 para Catalunha. Por sua parte, a Casa de Saboia obteve a Sicília pelo Tratado de Utrecht. | Felipe IV de Aragão (1700-1746). Entre 1705-1708 perdeu todos os territórios da Coroa de Aragão exceto Sicília. A medida que foi recuperando o controle dos territórios da Coroa de Aragão, estes perderão seus foros e privilégios pelos Decretos do Novo Plano e passarão a regir-se pelas leis de Castela: em 29 de julho de 1707 para os territórios de Aragão e Valência, em 28 de novembro de 1715 para Maiorca e em 16 de janeiro de 1716 para Catalunha. Por sua parte, a Casa de Saboia obteve a Sicília pelo Tratado de Utrecht. | Felipe IV de Aragão (1700-1746). Entre 1705-1708 perdeu todos os territórios da Coroa de Aragão exceto Sicília. A medida que foi recuperando o controle dos territórios da Coroa de Aragão, estes perderão seus foros e privilégios pelos Decretos do Novo Plano e passarão a regir-se pelas leis de Castela: em 29 de julho de 1707 para os territórios de Aragão e Valência, em 28 de novembro de 1715 para Maiorca e em 16 de janeiro de 1716 para Catalunha. Por sua parte, a Casa de Saboia obteve a Sicília pelo Tratado de Utrecht. | Carlos III de Aragão (Pretendente ao trono, 1703-1725) Reconhecido como soberano em Catalunha e Valencia em 1705, Aragão e Maiorca en 1706, Nápoles em 1707 e Sardenha em 1708. Durante a guerra perdeu Valência e Aragão em 1707, Catalunha em 1714, Maiorca em 1715, mas viu reconhecido a possessão do restante dos territórios pelo Tratado de Rastatt. | Carlos III de Aragão (Pretendente ao trono, 1703-1725) Reconhecido como soberano em Catalunha e Valencia em 1705, Aragão e Maiorca en 1706, Nápoles em 1707 e Sardenha em 1708. Durante a guerra perdeu Valência e Aragão em 1707, Catalunha em 1714, Maiorca em 1715, mas viu reconhecido a possessão do restante dos territórios pelo Tratado de Rastatt. | Carlos III de Aragão (Pretendente ao trono, 1703-1725) Reconhecido como soberano em Catalunha e Valencia em 1705, Aragão e Maiorca en 1706, Nápoles em 1707 e Sardenha em 1708. Durante a guerra perdeu Valência e Aragão em 1707, Catalunha em 1714, Maiorca em 1715, mas viu reconhecido a possessão do restante dos territórios pelo Tratado de Rastatt. |                                |